# Lịch sử địa chất học
Lịch sử địa chất học ghi chép quá trình phát triển của địa chất học. Địa chất học là khoa học nghiên cứu về nguồn gốc, lịch sử và cấu trúc của Trái Đất. Trong quá trình phát triển, địa chất học cung cấp các học thuyết và dữ liệu chủ yếu để xã hội nhận thức về Trái Đất như thế nào.

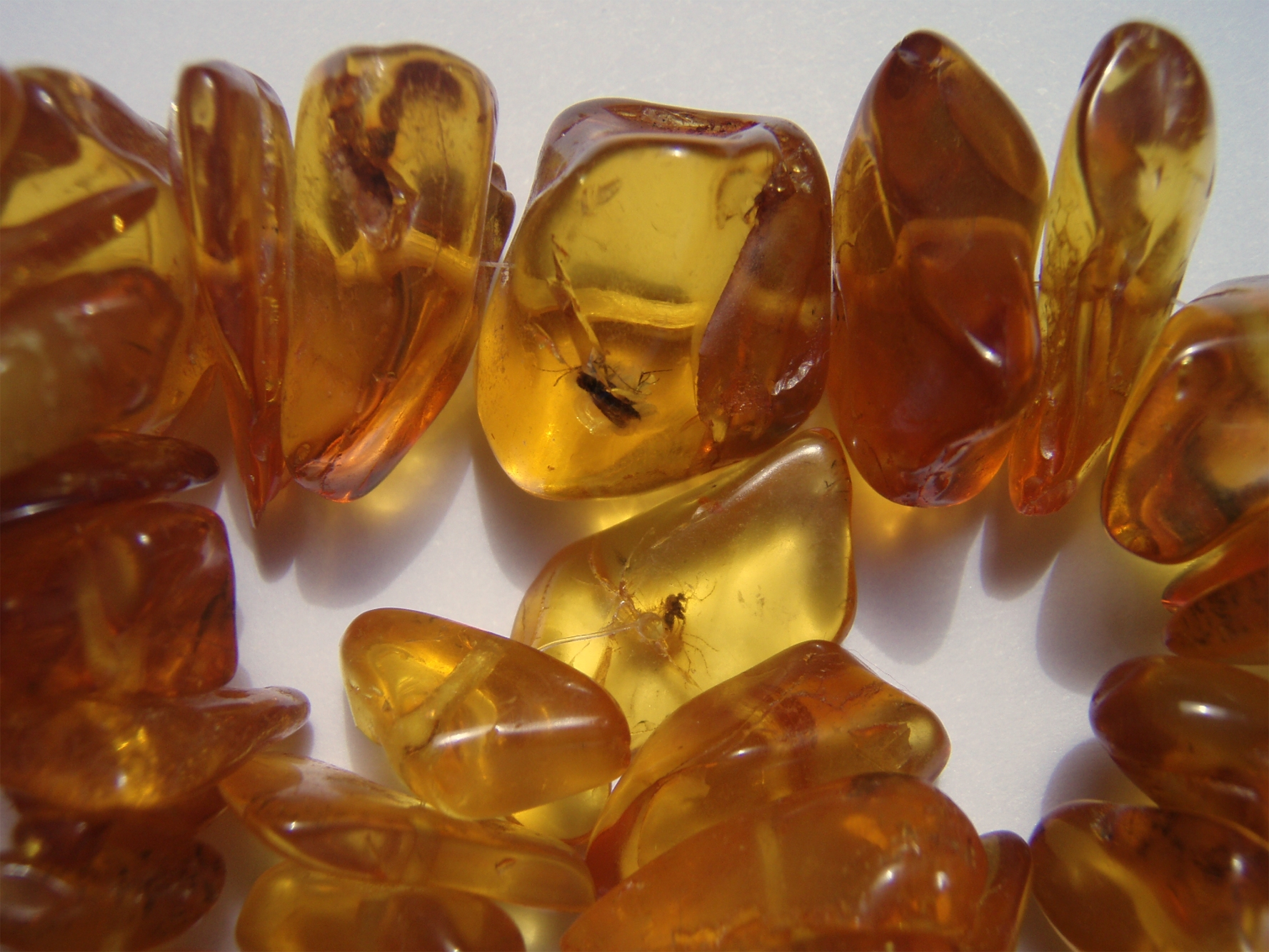
Muỗi và động vật có cánh trong hổ phách Baltic có tuổi từ 40 đến 60 triệu năm

## Cổ đại
Một vài suy nghĩ địa chất lần đầu tiên về nguồn gốc Trái Đất bằng sự thiếu hiểu biết và thiếu khoa học, các nhà triết học cổ đại sáng tạo ra các câu truyện thần thoại và đưa ra các giả thuyết để giải thích Trái Đất là như thế nào. Người Hy Lạp cổ đại đưa ra một số quan niệm sơ khai về địa chất liên quan đến nguồn gốc Trái Đất. Thêm vào đó, vào thế kỷ thứ IV Công nguyên, Aristotle thực hiện các quan sát về tốc độ biến đổi địa chất chậm chạp. Ông quan sát thành phần của đất và đưa ra một giả thuyết rằng Trái Đất biến đổi với tốc độ chậm và các biến đổi này không thể quan sát trong khoảng thời gian của một đời người. Aristotle đưa ra một trong những khái niệm mang tính cơ sở đầu tiên liên hệ đến lĩnh vực địa chất học là tốc độ biến đổi vật lý của Trái Đất.
Tuy nhiên, người kế thừa quan điểm của Aristotle ở Lyceum là nhà triết học Theophrastus, ông đã tạo một bước chuyển biến lớn trong công trình của ông là "trên các hòn đá" ("On Stones"). Ông mô tả một số khoáng vật và quặng từ các mỏ ở địa phương như Laurium gần Athens, và ở xa hơn. Ông cũng thảo luận một cách khá tự nhiên về các loại đá hoa và các loại vật liệu xây dựng như đá vôi, và cố gắng phân loại thô sơ các tính chất của các khoáng vật dựa trên các đặc điểm của chúng như độ cứng.
Sau đó khá lâu vào thời La Mã cổ đại, Pliny the Elder đưa ra một loại các thảo luận khái quát về một số khoáng vật và kim loại mà sau đó được sử dụng rộng rãi làm mẫu thực thành. Ông là một trong những người đầu tiên xác định chính xác nguồn gốc của hổ phách là một loại nhựa cây bị hóa thạch khi quan sát các côn trùng bị chứa trong các mẫu. Ông cũng đặt nền móng cho tinh thể học khi phát biện ra dạng tinh thể bát diện của kim cương.

## Thời Trung cổ
Một số học giả hiện đại, như Fielding H. Garrison, là những người đã đưa ra các ý tưởng cho địa chất học hiện đại phát triển từ thế giới Đạo hồi trung cổ. Geber (Jabir ibn Hayyan, 721-815 CN) được công nhận là đã phát hiện ra sự kết tinh như là một quá trình tinh chế, là một cống hiến quan trọng cho tinh thể học. Abu al-Rayhan al-Biruni (973-1048 CN) là một trong những nhà địa chất Hồi giáo sớm nhất thực hiện các công trình viết về địa chất Ấn Độ, đưa ra giả thuyết rằng tiểu lục địa Ấn Độ đã từng là biển:
"Nếu bạn nhìn đất ở Ấn Độ bằng mắt thường và ngẫm nghĩa đến đặc điểm tự nhiên của nó, nếu bạn quan tâm đến các hòn đá cuội tròn trên Trái Đất nằm ở dưới sâu khi đào lên, các hòn đá này rất lớn nằm gần các dãy núi, các hòn đá có kích thước càng nhỏ thì lắng đọng càng xa các dãy núi và ở nơi mà các sông suối chảy một cách chậm hơn: các hòn đá xuất hiện ở dạng bột ở nơi mà các dòng suối bắt đầu đổi vào các cửa sông hoặc biển - nếu bạn quan tâm đến tất cả các điều này ban có thể không giúp bạn nghĩ rằng Ấn Độ đã từng có thời kỳ là biển sau đó bị bồi lắp bởi trầm tích của các dòng sông."

Ibn Sina (Avicenna, 981-1037), một học giả người Ba Tư, đã có nhiều đóng góp có ý nghĩa cho địa chất học và các khoa học tự nhiên (ông được gọi là Attabieyat) cùng với các nhà triết học tự nhiên khác như Ikhwan AI-Safa và những người khác. Ibn Sina viết một bách khoa toàn thư với tựa đề "Kitab al-Shifa" (Sách về cách chữa bệnh cho những người không chuyên môn), trong phần 2 mục 5 có các bài luận về khoáng vật học và khí tượng học được viết trong 6 chương gồm: Sự hình thành các dãy núi, ảnh hưởng của các dãy núi đến việc hình thành các đám mây; Nguồn nước; Nguồn gốc của động đất; Sự hình thành khoáng vật; Sự đa dạng của địa hình Trái Đất. Các nguyên tắc này sau đó được gọi trong thời Phục Hưng của châu Âu là quy luật xếp chồng của địa tầng, một khái niệm của thuyết tai biến, và học thuyết hiện tại luận. Các quan điểm này cũng được thể hiện trong Thuyết về Trái Đất của James Hutton vào thế kỷ XVIII. Các viện sĩ như Toulmin và Goodfield (1965), đã bình luện những đóng góp của Avicenna: "Khoảng 1000 CN, Avicenna đã đưa ra giả thuyết về nguồn gốc của các dải núi, trong thế giới Công giáo, vẫn được đề cập khá căn bản sau 800 năm". Đặc biệt, một trong những nguyên tắc dùng xác định niên đại địa chất là nguyên tắc xếp chồng của địa tầng do Ibn Sina đề xuất đầu tiên. Trong khi thảo luận về nguồn gốc của các dãy núi trong The Book of Healing năm 1027, ông đã liệt kê các nguyên tắc như sau:
"Cũng có thể rằng nước biển đã dâng từ từ làm ngập đất liền bao gồm cả đồng bằng và núi, và sau đó rút lui.... Cũng có thể vào thời gian đất liền lộ ra khi nước biển rút, chúng ta lại thấy các dãy núi xuất hiện với nhiều lớp chồng lên nhau, và có khả năng rằng đất sét được hình thành trước đó chính nó cùng một lúc được xếp thành các lớp. Một lớp được hình thành trước, sau đó vào một giai đoạn khác, một lớp khác lại hình thành và phủ lên trên nó, và cứ thế diễn ra. Trên mỗi lớp có sự xuất hiện của các vật liệu khác nhau, chúng hình thành là một phần nhỏ giữa hai lớp kế tiếp nhau; nhưng khi quá trình hóa đá diễn ra trên các phần nhỏ này làm cho nó bị vỡ ra và tách biệt với các lớp (có thể đề cập đến bất chỉnh hợp).... Khi biển bắt đầu tiến vào đất liền, sét có thể do trầm tích hoặc không phải. Nó có thể là sét trầm tích được hình thành bởi sự vỡ vụn từ địa tầng của các dãy núi (sét có trước). Trên đây là sự hình thành các dãy núi."

Phương pháp khoa học của Ibn Sina về quan sát thực tế cũng là nền tảng trong các khoa học Trái Đất, và vài phần trong đó vẫn được sử dụng trong khảo sát địa chất ngày nay. Học thuyết của ông về chất lưu hóa đá (succus lapidificatus) được chi tiết hóa bởi Albert of Saxony vào thế kỷ XIV và là sự giải thích tốt hơn hết về hóa thạch vào thế kỷ XVI.
Vào thời trung cổ Trung Quốc, một trong những nhà tự nhiên học hấp dẫn nhất là Shen Kuo (1031-1095), một học giả đã học đòi nghiên cứu trong nhiều lĩnh vực trong thời ông ta. Trong địa chất học, Shen Kuo là một trong những nhà tự nhiên học đã đưa ra học thuyết về địa mạo học. Nó được đưa ra dựa trên những quan sát của ông về sự nâng lên của trầm tích, xói mòn đất, tích tụ bột, và các hóa thạch biển được tìm thấy ở dãy núi Taihang, nằm cách Thái Bình Dương hàng trăm dặm. Ông cũng đưa ra lý thuết về biến đổi khí hậu một cách từ từ, sau quan sát của ông về tre hóa đá cổ được tìm thấy ở trạng thái được bảo tồn dưới đất tại Duyện Châu (nay là Duyên An), trong môi trường khí hậu khô miền bắc tỉnh Thiểm Tây. Ông đã đưa ra giả thuyết về quá trình hình thành đất liền: dựa trên các quan sát về vỏ sò hóa thạch trong địa tầng của dãy núi cách biển hàng trăm dặm, ông cho rằng đất liền được hình thành do sự xói mòn của các dãy núi và sự lắng đọng của bột.

## Cách mạng công nghiệp
Trong suốt thế kỷ XVII, sự tranh luận nóng bỏng giữa tính ngưỡng và khoa học về nguồn gốc Trái Đất đã thúc đẩy những nghiên cứu sâu hơn về Trái Đất và dẫn đến các kỹ thuật xác định địa tầng của Trái Đất một cách hệ thống hơn. Địa tầng Trái Đất có thể được xác định là các lớp đá nằm ngang, các lớp này có cùng thành phần cấu tạo một cách tương đối trong suốt chiều dày của lớp.

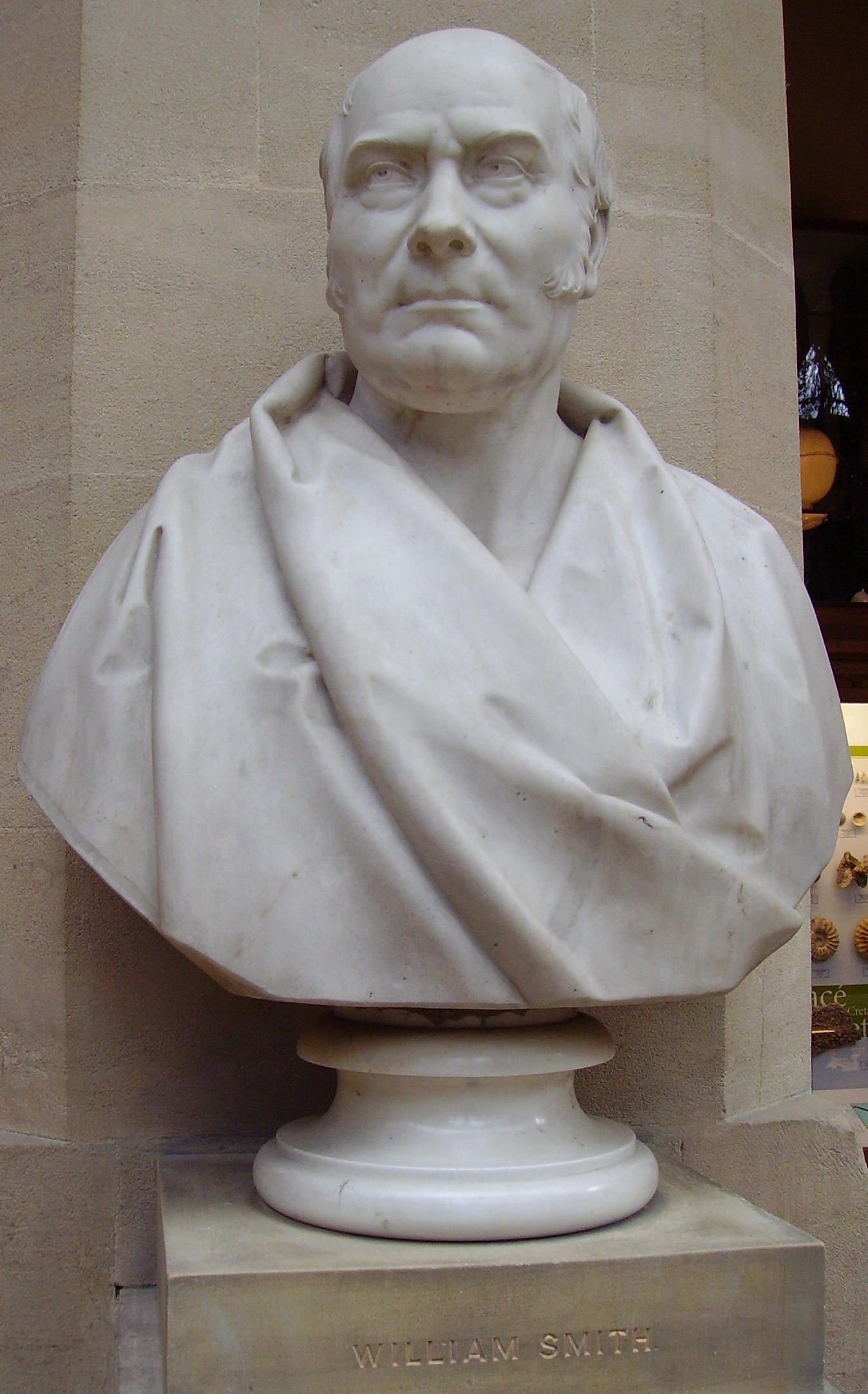
Tượng William Smith tại Bảo tàng lịch sử tự nhiên Đại học Oxford.

Ngành công nghiệp khai khoáng là ngành phổ biến trong suốt thế kỷ XVIII làm tăng sự chú ý của xã hội và hướng các nhà khoa học đi vào các nghiên cứu chi tiết và hệ thống hơn về thành phần địa tầng của Trái Đất. Từ sự chú ý của xã hội về địa chất gia tăng, năm 1741 nó trở thành một chuyên ngành nghiên cứu đặc biệt được giảng dạy ở Bảo tàng lịch sử tự nhiên quốc gia ở Pháp. Chủ đề tranh luận về nguồn gốc Trái Đất lại tiếp tục diễn ra giữa tôn giáo và khoa học. Hai giả thuyết đối nghịch nhau nhằm giải thích nguồn gốc Trái Đất là: học thuyết thủy thành và học thuyết hỏa thành. Những người theo học thuyết thủy thành thì cho rằng có trận Đại hồng thủy như trong Kinh thánh và những người theo học thuyết hỏa thành thì tin rằng Trái Đất được tạo thành một cách từ từ trong suốt một thời gian dài không tính được.
Cuộc đối thoại về sự tạo thành Trái Đất trong cộng đồng khoa học và đấu hiệu chưa được vén màn bí mật trong các công trình kỹ thuật xây dựng trong suốt thế kỷ XIX đã đưa tới sự phát triển của địa tầng học; một số quan niệm dẫn tới phát minh này có thể được cho là đóng góp của William Smith, Georges Cuvier và Alexander Broignart. Cũng trong giai đoạn này, chủ nghĩa đế quốc thúc đẩy các quốc gia tài trợ cho các cuộc thám hiểm các vùng đất xa xôi bằng đường biển. Charles Darwin đã thực hiện các quan sát về địa chất trong cuộc tuần hành của mình, các quan sát này cung cấp các dấu vết chứng minh cho học thuyết tiến hóa của ông. Một lần nữa tranh luận về tôn giáo lại xảy ra ngay sau đó; có hai nhóm xung đột nhau, những người theo học thuyết hiện tại luận và học thuyết biến cố trong quá khứ, tranh cãi nhau về tuổi của Trái Đất. Charles Lyell, một người theo thuyết hiện tại luận có uy thế, xuất bản quyển sách của ông vào năm 1830 với tên gọi "Các nguyên lý địa chất" (Principles of Geology), ông cho rằng Trái Đất biến đổi một cách rất chậm chạp và không thể tính được tuổi của nó.
Học thuyết trôi dạt lục địa được Alfred Wegener đưa ra năm 1912. Ý tưởng này, không được chấp nhận vào thời điểm đó, đề xuất một phương thức về chuyển động của các lục địa đã diễn ra trong lịch sử. Các dấu hiện chứng minh cho học thuyết này như tách giãn đáy đại dương và cổ từ, và nó được thay thế bởi học thuyết kiến tạo mảng vào cuối thập niên 1960. Vào nửa cuối thế kỷ XX, thành tựu nghiên cứu về địa chất đã chuyển đổi sang đánh giá Trái Đất ở tầm rộng hơn. Cùng với các viễn cảnh này, các vệ tinh lần đầu tiên được sử dụng vào thập niên 1970 và cho đến ngày nay bởi chương trình Landsat để chụp các hình ảnh về Trái Đất, một phần trong đó được dùng để nghiên cứu về địa chất.

## Thế kỷ XVII

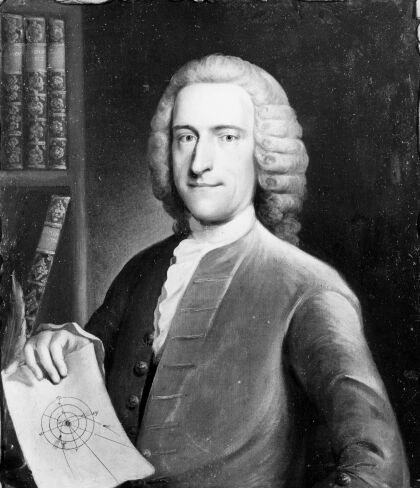
Bức họa Whiston với sơ đồ minh họa về học thuyết tai biến liên quan đến sao chổi của ông mô tả rõ nhất về học thuyết mới về Trái Đất

Mãi cho đến thế kỷ XVII, địa chất học mới có sự đột phá quan trọng trong lịch sử phát triển của nó. Vào thời gian này, địa chất trở thành một ngành tồn tại hiển nhiên trong khoa học tự nhiên. Nó được phát hiện bởi thế giới Công giáo mà cách dịch khác nhau của kinh thánh cũng chứa các phiên bản khác nhau về lời trong kinh thánh. Một vấn đề tồn tại xuyên suốt các giải đoán là trận đại hồng thủy đã tạo trang địa chất thế giới và địa lý. Để chứng minh cho tính xác thật của Kinh thánh, các nhân riêng lẻ cảm nhận rằng phải cần thiết để minh họa bằng các bằng chứng khoa học rằng trận Đại hồng thủy đã thực sự diễn ra. Với mong muốn tìm các dữ liệu này cùng với sự tăng cường quan sát thành phần cấu tạo của Trái Đất đã dẫn đến những phát hiện về hóa thạch. Mặc dù các giả thuyết tạo ra từ sự quan tâm về cấu tạo Trái Đất tăng cao thường được vận động để ủng hộ cho quan điểm có trận đại hồng thủy. Do sức mạnh về sự tin tưởng vào Công giáo trong suốt thế kỷ XVII, học thuyết nguồn gốc Trái Đất đã được chấp nhận một cách rộng rãi như là học thuyết mới về Trái Đất được xuất bản năm 1696, bởi William Whiston. Whiston sử dụng các lý do của Công giáo để "chứng minh" rằng Đại hồng thủy đã xảy ra và nó đã tạo ra các địa tầng trên Trái Đất.

## Thế kỷ XVIII
Từ sự quan tâm về các vấn đề tự nhiên cũng như nguồn gốc Trái Đất, tạo nên sự hấp dẫn về khoáng vật và các thành phần khác trong vỏ Trái Đất. Hơn thế, tầm quan trọng của khai thác mỏ thương mại tăng cao ở châu Âu trong suốt nửa cuối thế kỷ XVIII đã phát triển những hiểu biết về quặng và phân bố tài nguyên thiên nhiên của họ. Các học giả bắt đầu nghiên cứu bản chất Trái Đất một cách hệ thống, cùng với các so sánh và miêu tả không chỉ về mặt đất mà còn về các kim loại bán quý có giá trị cao. Ví dụ, năm 1774 Abraham Gottlob Werner xuất bản quyển sách "Von den äusserlichen Kennzeichen der Fossilien" (On the External Characters of Minerals - đặc điểm bên ngoài của khoáng vật), đã làm ông nổi tiếng bởi vì công trình này miêu tả một hệ thống chi tiết để xác định các đặc tính của khoáng vật dựa trên các đặc điểm bên ngoài của chúng. Càng có nhiều đất sản xuất dùng trong khai thác mỏ được tìm thấy và các kim loại bán quý được xác định thì càng có thể kiếm được nhiều tiền. Điều này dẫn đến những thành công về kinh tế liên quan đến nhiên liệu được nhiều người biết đến và các dự án công cộng dễ dàng được thuyết phục. Với sự gia tăng số lượng người nghiên cứu về vấn đề này dẫn đến những quan sát rất chi tiết và đưa ra nhiều thông tin về Trái Đất.
Trong suốt thế kỷ XVIII, cây chuyện về lịch sử Trái Đất; theo quan điểm tôn giáo ngược với các bằng chứng thực tế một lần nữa trở thành các vấn đề được bàn luận phổ biến trong xã hội. Năm 1749 các nhà tự nhiên học người Pháp, Georges-Louis Leclerc, Comte de Buffon xuất bản công trình "Lịch sử tự nhiên" (Histoire Naturelle), trong công trình này ông chỉ trích các quan điểm Cơ Đốc giáo phổ biến của Whiston và những thuyết gia Cơ Đốc giáo khác về chủ đề lịch sử Trái Đất. Từ thực nghiêm về sự nguội đi của địa cầu, ông thấy rằng tuổi Trái Đất không phải là 6.000 năm như ghi trong Kinh Thánh, nhưng phải lớn hơn 75.000 năm. Một cá nhân có cống hiến đặc biệt khác đối với lịch sử Trái Đất mà không phải là Chúa hay Kinh Thánh đó là triết gia Immanuel Kant, ông đã đề xuất quan điểm này vào năm 1755 trong công trình "Allgemeine Naturgeschichte und Theories des Himmels." Từ các công trình trên đã có nhiều ảnh hưởng đến nhân loại và nó được chấp nhân vào giữa thế kỷ XVIII để đặt vấn đề về tuổi Trái Đất. Câu hỏi này được xem là điểm ngoặci trong nghiên cứu về Trái Đất. Tại thời điểm đó việc nghiên cứu lịch sử Trái Đất từ các nhà khoa học có nhiều triển vọng hơn là các nhà tôn giáo.
Khoa học như một động lực đằng sau các nghiên cứu về lịch sử Trái Đất, việc nghiên cứu về địa chất bây giờ trở thành một nhánh của khoa học. Đầu tiên, về thuật ngữ và định nghĩa địa chất học nghiên cứu gì, quan tâm đến vấn đề già phải được xác định rõ. Thuật ngữ địa chất học được sử dụng chính thức đầu tiên trong các ấn phẩm của hai nhà tự nhiên học Genevian là Jean-Andre Deluc và Horace-Benedict de Saussure. Thuật ngữ địa chất học không phải dễ dàng được chấp nhận cho đến khi nó được sử dụng trong bách khoa toàn thư một cách phổ biến, "Encyclopedie," được Denis Diderot xuất bản năm 1751. Khi thuật ngữ được đặt ra trong việc nghiên cứu về Trái Đất và lịch sử của nó, địa chất học (geology) trở nên thịnh hành hơn một cách chậm chạp và được giảng dạy như là một nhánh nghiên cứu tại các viện giáo dục. Năm 1741 hầu hết các viện nổi tiếng trong lĩnh vực lịch sử tự nhiên, Bảo tàng Quốc gia về lịch sử tự nhiên ở Pháp thiết kế chương trình giảng dạy đầu tiên đặc biệt về địa chất học. Đây là một bước quan trọng trong sự phát triển của địa chất học như là một ngành khoa học và người ta nhận ra tầm quan trọng từ những đóng góp tích cực của ngành khoa học này cho đời sống xã hội.
Sau khi chương trình về địa chất học trở thành một nhánh nghiên cứu đặc biệt tại một viện nghiên cứu, môn học này phát triển rộng trong giáo dục xã hội. Vào thập niên 1770 hai học thuyết "không đội trời chung" được phát triển từ những người theo đuổi nó được xuất bản. Hai học thuyết này đối ngược hoàn toàn dùng để giải thích về các lớp đá trên bề mặt Trái Đất được hình thành như thế nào. Nhà địa chất học người Đức, Abraham Werner đưa ra học thuyết rằng các lớp đá bao gồm cả bazan và granit được hình thành từ sự lắng đọng trong đại dương bao phủ trên toàn Trái Đất từ trận Đại Hồng Thủy. Các lý giải của Werner đã có ảnh hưởng vào thời đó và được gọi là học thuyết thủy thành. Nhà tự nhiên học người Scottish, James Hutton, phản bác quan điểm theo học thuyết thủy thành và ông cho rằng Trái Đất được hình thành từ sự hóa rắn từ từ của vật liệu nóng chảy với tốc độ chậm giống với quá trình xảy ra trong suốt chiều dài lịch sử và tiếp tục cho đến hiện tại. Từ đó ông kết luận rằng tuổi Trái Đất là rất khó có thể xác định được cũng như không trùng với mốc thời gian ghi trong Kinh Thánh là 6.000 năm, học thuyết này được gọi là học thuyết hỏa thành. Những người theo học thuyết hỏa thành thì cho rằng các hoạt động núi lửa là tác nhân chính tạo thành các đá chứ không phải được tạo thành từ Đại Hồng Thủy.

## Thế kỷ XIX

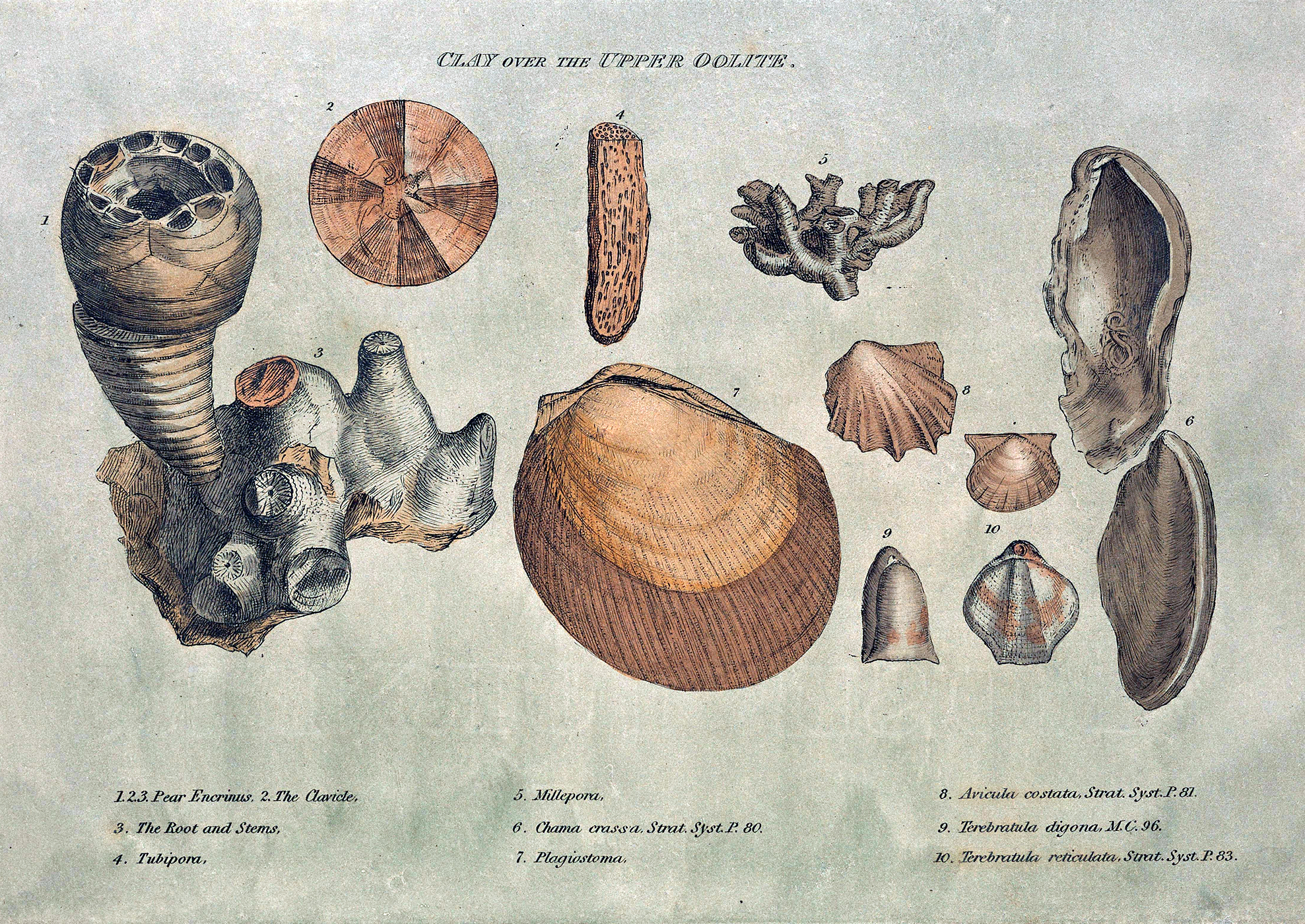
Mẫu minh họa trong chuyên khảo của William Smith năm 1815 về xác định địa tầng bằng hóa thạch

Những người theo học thuyết thủy thành và hỏa thành đưa ra những dữ liệu cần thiết để hoàn chỉnh cột địa tầng vào đầu thế kỷ XIX. Cột địa tầng có thể được xác định khi "sự liên tục của các tầng đá được sắp xếp dựa trên thứ tự thành tạo của chúng theo thời gian." William Smith, Georges Cuvier và Alexander Broignart đã nhận ra những nguyên tắc trong thế kỷ này và sau đó là nguyên tắc địa tầng học dựa trên hóa thạch. William Smith khi quan sát khoáng vật thì thấy rằng các hóa thạch có ảnh hưởng rất lớn đến việc phân biệt các tầng giống nhau trong một khu vực. Cùng thời gian đó, At about the same time, Georges Cuvier, người Pháp, nhận ra rằng tuổi tương đối của các hóa thạch có thể được xác định trên quan điểm địa chất; theo cách mà các lớp đá chứa hóa thạch và khoảng cách từ các lớp đá này đến bề mặt Trái Đất. Nhà khoáng vật học Cuvier cùng đồng sự là Alexandre Brogniart đã bổ sung thêm các thử nghiệm của Cuvier. Từ việc tổng hợp các phát hiện trên, Brogniart và Cuvier nhận thấy rằng địa tầng khác nhau có thể được xác định bởi thành phần hóa thạch và khi đó mỗi một địa tầng có thể được phân chia thành một vị trí trong một chuỗi các lớp đá. Sau đó Cuvier và Broignart xuất bản quyển "Description Geologiques des Environs de Paris" năm 1811, quyển sách này liệt kê các quan điểm về địa tầng học, được sự quan tâm rất lớn vào thời đó như là một phương pháp mới. Địa tầng học trở nên phổ biến trong giới nghiên cứu về địa chất; một số họ hi vọng rằng quan điểm này có thể được áp dụng cho tất cả các đá trên Trái Đất. Trong suốt thế kỷ này có rất nhiều nhà địa chất đã tạo ra cột địa tầng hoàn chỉnh. Ví dụ như vào năm 1833 trong khi Adam Sedgwick lập bản đồ đá ông đã đưa ra kỷ Cambrian, Charles Lyell đưa ra đề xuất về phân đại đệ Tam; trong khi Roderick Murchison lập bản đố xứ Wales theo một hướng khác, ông đã phân chia phần trên của Sedgewick có tuổi Cambrian vào phần dưới của Silurian. Cột địa tầng có ý nghĩa quan trọng vì nó cung cấp một phương pháp để phân chia tuổi tương đối của các đá bằng cách xếp chúng vào những vị trí khác nhau trong chuỗi địa tầng của chúng. Điều này tạo ra những dấu hiệu tiến đến việc định tuổi Trái Đất và cho phép xác định mối tương quan giữa các tầng tương tự trong vỏ Trái Đất ở các quốc gia khác nhau.

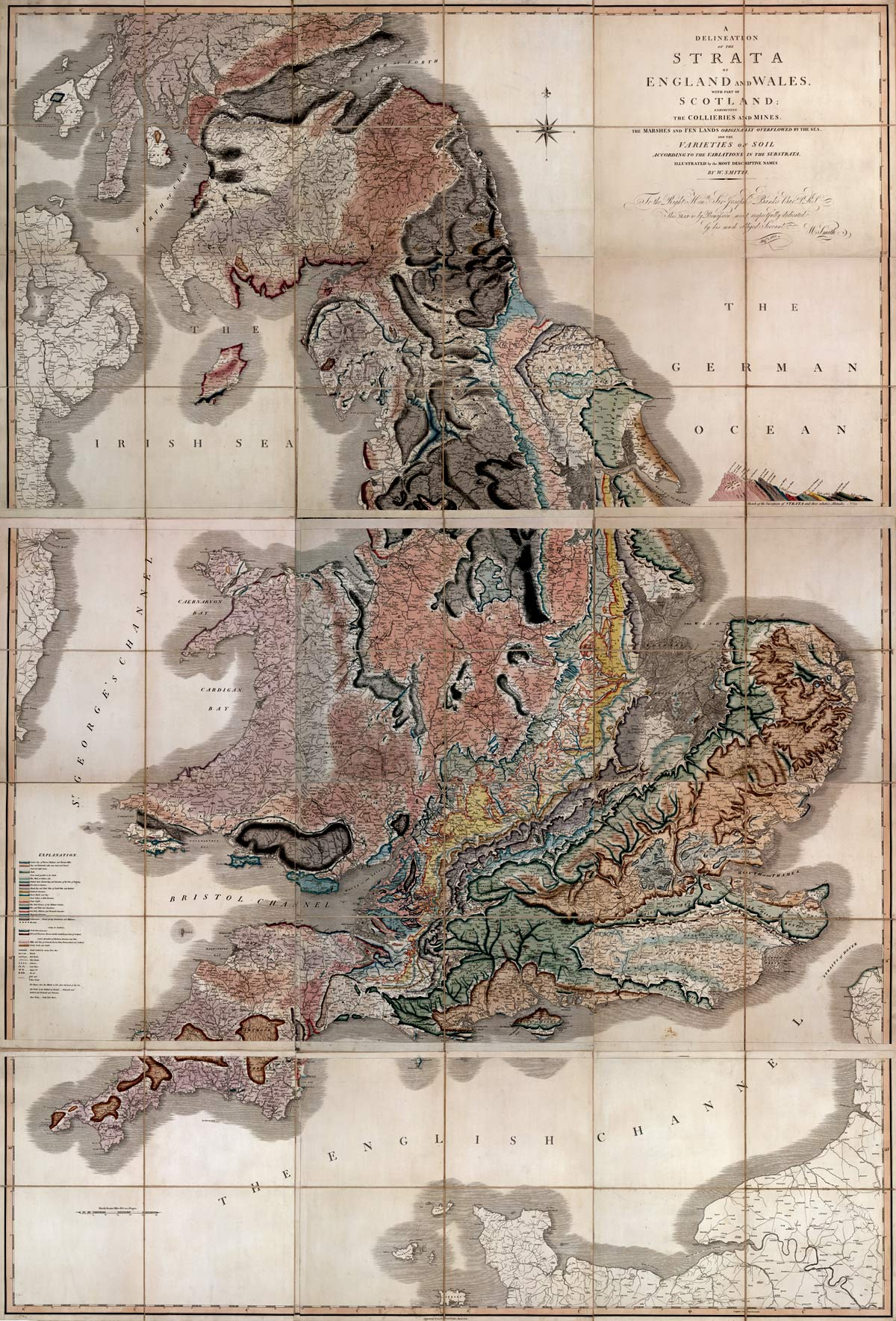
Bản đồ địa chất Anh do William Smith vẽ năm 1815.

Vào đầu thế kỷ XIX ở Anh, thuyết tai biến được sử dụng với mục đích dung hòa khoa học địa chất với các quan điểm về Đại hồng thủy trong Kinh Thánh của những người theo tôn giá truyền thống. Vào đầu thập niên 1820 các nhà địa chất Anh như William Bucklandvà Adam Sedgwick đã giải đoán các trầm tích "diluvial" khi chúng tích tụ lại sau trận lũ Noah, nhưng vào cuối thập kỷ này họ đã sửa đổi nhận định về nguồn gốc lũ địa phương của chúng. Charles Lyell không chấp nhận thuyết tai biến trong ấn phẩm đầu tiên của ông xuất bản năm 1830 Principles of Geology, quyển sách này trình bày các dấu hiệu địa chất khác nhau từ England, Pháp, Ý và Tây Ban Nha để chứng minh các quan điểm của Hutton về sử biến đổi từ từ là đúng đắn. Ông đã tranh luận rằng hầu hết các biến đổi về mặt địa chất diễn ra một cách rất chậm chạp so với lịch sử nhân loại. Lyell đưa ra các dấu hiệu về thuyết hiện tại luận; theo đó các quá trình địa chất đã diễn ra trong hiện tại cũng giống như chúng đã diễn ra trong quá khứ. Các công trình của Lyell lúc đó trở nên phổ biến và được nhiều người chấp nhận, khái niệm về Hiện tại luận đã giữ vai trò quan trọng trong ngành địa chất.
Trong cùng thời gian hoàn tất cột địa tầng, chủ nghĩa đế quốc tấn công một số nước vào đầu - giữa thế kỷ XIX để mở rộng lãnh thổ đến các vùng đất xa xôi. Đều này tạo điều kiện cho các nhà tự nhiên học thu thập dữ liệu trong các chuyến hành trình của họ. Năm 1831 thuyền trưởng Robert FitzRoy, được giao nhiệm vụ thám hiểm vùng bờ biển HMS Beagle và đưa ra các dấu hiệu địa chất. Đều này đã thu hút Charles Darwin, ông vừa hoàn thành bằng thạch sỹ và đã cùng với Sedgwick trong chuyến hành trình lập bản bồ xứ Welsh trong 2 tuần sau khi tham gia khóa huấn luyện địa chất mùa xuân của ông. Fitzroy đưa cho Darwin các nguyên tắc địa chất của Lyell, và Darwin trở thành học trò đầu tiên của Lyell, học thuyết hóa một cách sáng tạo dựa trên các nguyên tắc của thuyết hiện tại luận về các quá trình địa chất mà ông quan sát được, và ông chấp nhận một số quan điểm của Lyell. Ông suy đóa về Trái Đất giãn nở để giải thích về quá trình nâng lên, sau đó dựa trên ý nghĩ cơ bản rằng các vùng của đại dương chìm xuống và đất liền được hình thành (nâng lên), và lý luận rằng rạn san hô vòng đã phát triển từ việc tạo thành các riềm rạn san hô xung quanh các đảo núi lửa đang bị nhấn chìm. Ý tưởng này được xác nhận khi Beagle khảo sát quần đảo Cocos (Keeling). Việc phát hiện các hóa thạch khổng lồ của Darwin giúp ông trở nên nổi tiếng trong vai trò nhà địa chất học, và giải thích của ông về sự tồn tại các hóa thạch này đã sinh ra học thuyết tiến hóa bởi sự chọn lọc tự nhiên xuất bản trong quyển nguồn gốc các loài năm 1859.
Các động lực phát triển kinh tế từ các ứng dụng của dữ liệu địa chất đã làm cho chính phủ các nước đầu tư vào nghiên cứu địa chất. Trong suốt thế kỷ XIX, chính phủ của các quốc gia như Canada, Australia, Great Britain và Hoa Kỳ cung cấp chi phí cho việc khảo sát địa chất để thành lập các bản đồ địa chất trên phần lớn các vùng của quốc gia họ. Các cuộc khảo sát địa chất cung cấp những vị trí có triển vọng khai thác khoáng sản và các thông tin này đã đem lại lợi nhuận cho ngành công nghiệp khai khoáng của đất nước. Bên cạnh sự đầu tư của chính phủ vào nghiên cứu địa chất, còn có nhiều tổ chức khác cũng nghiên cứu về địa chất với công nghệ và kỹ thuật tốt hơn làm cho ngành địa chất được mở rộng đáng kể.
Trong thế kỷ XIX, chủ nghĩa khoa học hiện thực chứng minh tuổi Trái Đất vào khoảng vài triệu năm. Vào đầu thế kỷ XX, người ta xác định tuổi Trái Đất vào khoảng 2 tỉ năm. Định tuổi phóng xạ xác định tuổi của đá và khoáng vật đã cung cấp thêm những dữ liệu cần thiết giúp định tuổi Trái Đất. Với những khám phá mới này dựa trên những dữ liệu khoa học có thể xác định được và tuổi có thể của Trái Đất kéo hài ra hơn hàng triệu năm, các thời kỳ trong thang thời gian địa chất trở nên rõ ràng. Các học thuyết không cung cấp dấu hiệu khoa học xuất bản trước đây không còn được chấp nhận nữa.

## Thế kỷ XX

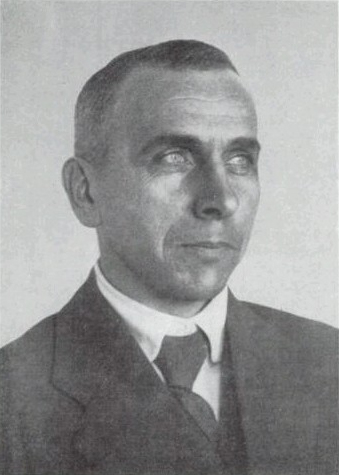
Alfred Wegener, khoảng năm 1925

Trái Đất được định tuổi vào khoảng 2 tỷ năm đã mở ra cánh cửa cho các học thuyết về chuyển động lục địa trong hoảng thời gian dài này. Năm 1912 Alfred Wegener đề xuất học thuyết trôi dạt lục địa. Học thuyết này cho rằng các lục địa đã từng nối liền với nhau trong quá khứ và tạo thành một siêu lục địa gọi là Pangaea; sau đó chúng trôi dạt ở dạng các mảng trên đáy đại dương, và đạt đến các vị trí như hiện nay. Hình dạng các lục địa và sự khớp nhau của các đường bờ biển giữa các lục địa cho thấy chúng đã từng là một khối lớn trước kia là Pangea. Thêm vào đó, học thuyết trôi dạt lục địa đã đưa ra các giải thích về sự hình thành các dãy núi. Từ đây, các học thuyết khác nhau đã phát triển để giải thích các dãy núi được thành tạo như thế nào. Chẳng mai, các ý tưởng của Wegner không được chấp nhận khi ông còn sống và học thuyết của ông về trôi dạt lục địa cũng không được chấp nhận cho mãi đến thập niên 1960.
Trong thập niên 1960 các dấu hiệu mới được phát hiện đã hỗ trợ cho học thuyết trôi đạt lục địa. Thuật ngữ trôi dạt lục địa đã không còn được sử dụng và thay vào đó là quan điểm kiến tạo mảng, là một quan điểm được hầu hết các nhà địa chất học ủng hộ và chấp nhận vào cuối thập kỷ này. Các dấu hiệu địa vật lý cho thấy rằng sự chuyển động của các lục địa theo phương ngang và vỏ đại dương thì trẻ hơn vỏ lục địa. Các dấu hiệu địa vật lý này cũng được khuyến khích giả thuyết tách giãn đáy biển và cổ từ học. Giả thuyết tách giãn đáy biển được Robert S. Dietz và Harry H. Hess đề xuất thì cho rằng vỏ đại dương hình thành khi đáy đại dương tách xa nhau dọc theo các sống núi giữa đại dương. Cổ từ học là sự ghi nhận hướng từ trường Trái Đất được lưu giữ trong các khoáng vật có từ tính. Nhà địa chất người Anh S. Runcorm cho rằng khái niệm cổ từ học từ xuất phát từ phát hiện của ông ta, rằng các lục địa đã chuyển động tương đối với các cực địa từ.

## Địa chất học hiện đại
Bằng việc ứng dụng các nguyên lý địa tầng hợp lý khi nghiên cứu các hố thiên thạch trên Mặt Trăng, Gene Shoemaker đã tiến hành nghiên cứu Mặt Trăng từ các nhà thiên văn học nghiên cứu về Mặt Trăng và giao những kết quả đó cho các nhà địa chất nghiên cứu về vệ tinh này.
Trong những năm gần đây, địa chất học tiếp tục được nghiên cứu về đặc điểm và nguồn gốc Trái Đất, đặc điểm bề mặt và cấu trúc bên trong của nó. Những gì đã thay đổi vào cuối thế kỷ XX là một bước tiến quan trọng trong nghiên cứu về địa chất học. Địa chất học ngày nay vẫn được nghiêu cứu sử dụng các cách tiếp cận thống nhất hơn, đề cập đến Trái Đất trong mối quan hệ với khí quyển, sinh quyển và thủy quyển. Các vệ tinh nhân tạo được phóng lên không gian đã chụp nhiều hình ảnh về Trái Đất cung cấp cái nhìn tổng thể hơn. Năm 1972, Chương trình Landsat, một loạt các vệ tinh được điều khiển bởi NASA và USGS đã bắt đầu cung cấp các ảnh vệ tinh dùng để phân tích các yếu tố địa chất. Các ảnh này có thể được sử dụng để lập bản đồ các thành tạo địa chất chính, phát hiện và liên kết các loại đá trên các khu vực rộng lớn và quan sát chuyển động kiến tạo mảng. Một vài ứng dụng của dữ liệu này như khả năng tạo ra các bản đồ địa chất chi tiết, xác định vị trí các nguồn năng lượng tự nhiên và dự báo khả năng xuất hiện các thảm họa tự nhiên gây ta bởi chuyển động mảng.